# Гензель, Петер
Пе́тер Ге́нзель (нем. Peter Hänsel; 29 ноября 1770, Леппе, (провинция Силезия) — 18 сентября 1831, Вена, Австрия) — немецко-австрийский композитор и скрипач.

## Биография
Петер Гензель учился музыке у своего дяди. В 1787 году вступил в оркестр графа Григория Александровича Потёмкина в Санкт-Петербурге. В 1788 году он вернулся в Варшаву. С 1791 года работал концертмейстером польской дворянки Изабелы Лубомирской в Вене. Гензель брал уроки у Йозефа Гайдна, в 1802 году ездил в Париж.
П. Гензель является автором 35 струнных квартетов, 4 квинтетов, 3 квартетов для флейты и кларнета, 9 дуэтов для скрипки, а также различных полонезов, рондо, маршей и т. п.
Петер Гензель умер 18 сентября 1831 года в городе Вене от холеры.